# SC Zonnebeke
SC Zonnebeke is een Belgische voetbalclub uit Zonnebeke. De club is aangesloten bij de KBVB met stamnummer 3675 en heeft blauw en wit als kleuren. SC Zonnebeke sloot tijdens de Tweede Wereldoorlog aan bij de Belgische Voetbalbond, maar speelt al heel zijn bestaan in de provinciale reeksen. Naast een eerste en een reserve-elftal, heeft de club nog een tiental ploegen in de jeugdreeksen.